# Венели
Венелите или унелите (на латински: Veneli, Venelli; Unelli: на гръцки: Οὐένελοι) са галско племе, населявало Арморика, част от Галия.
Цезар ги споменава с аулерките, венетите, озисмите, кориосолитите и лексовиите.
Публий Лициний Крас ги побеждава през 57 пр.н.е. По времето на завладяването на Галия от Гай Юлий Цезар техният вожд Виридовикс e победен през 56 пр.н.е. от легат Квинт Титурий Сабин.
През 52 пр.н.е. венелите изпращат контингент от 6000 души да атакуват Цезар за битката при Алезия с Верцингеторикс. (B. G. vii. 75.).